# ヴァンドゥーヴル

ヴァンドゥーヴルの紋章

ヴァンドゥーヴル Vandœuvresはスイス連邦・ジュネーヴ州の東部、レマン湖の南側にある基礎自治体（コミューン）。ジュネーヴ州のシェヌ＝ブジュリー、シェヌ＝ブール、シュレ、コロニー、トネのコミューンに囲まれている。
コミューンの住民一人当たり一本のヨーロッパナラの木があるという、古くからの一風変わった伝統がある。

## データ
- 面積:4.35 km²
- 人口:2670人（2008年1月）